# Leptocera aucklandica
Leptocera aucklandica är en tvåvingeart som först beskrevs av Harrison 1959.  Leptocera aucklandica ingår i släktet Leptocera och familjen hoppflugor. Inga underarter finns listade i Catalogue of Life.